# I'm Your Treasure Box *あなたは マリンせんちょうを たからばこからみつけた。
『I'm Your Treasure Box ＊あなたは マリンせんちょうを たからばこからみつけた。』（アイム ユア トレジャー ボックス あなたは マリンせんちょうを たからばこから みつけた）は、日本のバーチャルYouTuber、宝鐘マリンの楽曲。2022年7月31日に配信された。発売元は所属事務所ホロライブプロダクションを運営するcover corp.。略称は「マリ箱」。

## 概要
前作「マリン出航!!」から約3ヶ月ぶりのシングルである。自身のオリジナル曲のリリーススパンとしては本曲が最も短い。
YouTubeの公式チャンネル上にミュージックビデオが公開されており、2023年3月現在2400万回以上再生されており、自身のチャンネルで公開されている動画の中で最も再生されている動画である。

## ミュージックビデオの反響
楽曲や映像内容の強烈なインパクトから大きな話題を呼び、2022年7月30日にYouTubeの公式チャンネルでミュージックビデオが公開されてから、約50日で1000万再生を突破した。これはバーチャルYouTuberの発表したオリジナル楽曲の動画としては当時最速の記録であり、2023年2月5日にピーナッツくんの「刀ピークリスマス2022」が42日で1000万再生最速記録を更新するまで、約半年間保持されていたが、マリンも同年リリースの「美少女無罪♡パイレーツ」の39日で1000万再生最速記録の座を奪還している。
その一方であまりにも過激な内容から、PVを出した後にマリンは運営から怒られたという逸話がある。

## チャート成績
2022年8月8日付けのオリコンデジタルシングルランキングで初登場36位、2022年8月10日付けのBillboard Japan Download Songsで初登場17位を記録、また、前述の動きによりBillboard Japan Top User Generated Songsで初登場32位、次週で6位に上昇。2022年9月7日付けのBillboard Japan Heatseekers Songsで初登場15位。その後しばらく目立った動向は無かったが、Billboard Japan Heatseekers Songsで2023年1月~2月にかけて浮上し、2023年1月11日付けのチャートで11位を獲得、最高位となった。

## 楽曲
| #  | タイトル                                                                         | 作詞              | 作曲     | 編曲     | 時間 |
| -- | -------------------------------------------------------------------------------- | ----------------- | -------- | -------- | ---- |
| 1. | 「I'm Your Treasure Box ＊あなたは マリンせんちょうを たからばこからみつけた。」 | U.Z. INU,かめりあ | U.Z. INU | かめりあ | 4:21 |